# Paracryphiaceae
Paracryphiaceae, jedina biljna porodica dvosupnica u redu Paracryphiales raširena po jugoistočnoj Aziji, Australiji i Novoj Kaledoniji. Donedavno se endemska vrsta s Nove kaledonije, Paracryphia alticola, jedina klasificirala redu Paracryphiales, a po najnovijoj cirkumskripciji APG III sustava porodica obuhvaća tri roda, Paracryphia, Quintinia s 25 vrsta i Sphenostemon s 10 vrsta.
Predstavnici porodice Paracryphiaceae su vazdazeleno grmlje i drveće. Rod Sphenostemon po APG II sustavu činio je samostalnu porodicu Sphenostemonaceae, a Quintinia samostalnoj porodici Quintiniaceae, i redu Quintiniales.
Porodica je opisana u Kew Bulletin 18: 265. 1965., a red u Novon 2(3): 239. 1992.

## Opis
Grmlje do stabla srednje veličine, ponešto loze. Listovi naizmjenični do gotovo pršljenasti (Paracryphia), jednostavni, rubovi fino nazubljeni ili ponekad cjeloviti; stipule odsutne; gusta pubescencija na mladom lišću, odsutna na zrelom lišću. Cvjetovi u pazušnim ili završnim gronjama ili složenim klasovima, dvospolni ili jednospolni (andromonodomne biljke); perijant diferenciran u 4–5 čašičnih listića i 4–5 bijelih, slobodnih listopadnih latica (Quintinia), ili s nediferenciranim perijantom od 4 kadukuzna, nagnuta, konkavna, slobodna, preklapajuća segmenta (Paracryphia); prašnika 4–5 (Quintinia) ili ca. 8 (parakrifija) u jednom pršljwnu; prašnici bazični, tetrasporangijatni, s uzdužnom dehiscencijom; jajnik gornji (Paracryphia) ili donji (Quintinia); 8-15- (Paracryphia) ili 3-5-lokularnih (Quintinia), ovuli 4 po lokuli (Paracryphia) ili brojni; stil izdužen s 3–5-režnjevitom stigmom (Quintinia), ili ga nema (Paracryphia). Plod kapsularan, septicidan; sjeme sitno, krilato u Paracryphia i većini Quintina, obilno endospermično.

## Rodovi
1. Paracryphia Baker f., (1 sp.) Nova Kaledonija
2. Quintinia A.DC, (27 spp.), Filipini, Nova Gvineja, Novi zeland, Nova Kaledonija
3. Sphenostemon Baill., (9 spp.), Nova Gvineja, Queensland, Nova Kaledonija